# 陸軍習志野学校
陸軍習志野学校（りくぐんならしのがっこう）は、1933年（昭和8年）から1945年（昭和20年）まで、現千葉県習志野市泉町にあった帝国陸軍の化学戦（毒ガス戦）に関する研究･教育を行った軍学校である。

## 概要
- 第一次世界大戦では、数々の新兵器が使用され、その非人間性について非難し軍縮を求める声が広がった。
- その一方で、列強各国はこの新兵器を開発又は防禦する研究を奨励し、次々に新兵器の開発を進めた。これら新兵器の中には生物兵器･化学兵器も含まれていた。
- 学校設置の目的は「陸軍習志野学校令」によると、「軍事ニ関スル化学ノ教育並調査研究等ヲ行フ所」とあり、毒ガスの知識を普及･使用法･防禦法を調査研究する機関としている。
- 習志野学校は「毒ガス学校」とも呼ばれ、毒ガス兵器の開発や実戦を行う機関と思われているが、実際には、兵科の化学兵種（化兵）である瓦斯兵に毒ガス防禦法を訓練[注釈 1]する学校であり、動物実験は行われていたようだが生体実験が行われたことはないといわれている。

陸軍の毒ガス研究および生産の編成を記載する。
| 研究     | 陸軍科学研究所       | 大正8年（1919年）  | [ 1 ] |
| 製造     | 陸軍造兵廠忠海製造所 | 昭和4年（1929年）  | [ 1 ] |
| 教育訓練 | 陸軍習志野学校       | 昭和8年（1933年）  | [ 1 ] |
| 充填     | 陸軍造兵廠曽根製造所 | 昭和12年（1937年） | [ 1 ] |

一般的な説明として、習志野で運用訓練し、大久野島で化学物質が作られ、曽根まで輸送しそこで兵器として詰め替えられ、大陸（日中戦争）で用いた、としている。

## 前身
- 1918年（大正7年）5月31日：陸軍省兵器局に22名の臨時毒ガス調査委員会を設置（生産･応用･訓練の研究を開始）。
- 1919年（大正8年）4月：陸軍技術本部-陸軍科学研究所新設。
- 1922年（大正11年）
欧米で毒ガスの調査をした久村種樹砲兵中佐（陸士14期）が帰国。
戸山ヶ原に創設された陸軍科学研究所第2課 化学兵器班で研究開始（久村種樹砲兵中佐をトップにして、毒ガス実験･製造施設を建造）。
- 1924年（大正13年）：毒ガス研究は陸軍科学研究所第3部に移行。
- 1925年（大正14年）5月：陸軍科学研究所新築落成（調査･防護･運用･整備の4班編成となり総勢100人余り、40の実験室･20の作業場有するまで拡張）。。
- 1926年（大正15年）：参謀本部内に毒ガス研究会を設置。
- 1929年（昭和4年）：大久野島忠海製造所が稼動。
- 1932年（昭和7年）2月：陸軍省は兵備改善案を発表し、この中で毒ガス防護教育の充実をうたった。
- 1933年（昭和8年）
永田鉄山参謀本部第2部長と小泉親彦陸軍医学校校長は、毒ガスを習志野学校で、細菌戦は731部隊で行うことを決定。
新聞で、化学戦学校が千葉県習志野に設置されることが報じられ、まもなく正式に「」と命名。

## 沿革
- 1933年（昭和8年）8月1日：陸軍習志野学校開校[注釈 2]。
- 1934年（昭和9年）5月18日：相馬原演習中に事故発生（後述）。
- 1935年（昭和10年）：
北･東一帯に敷地が拡張された[注釈 3]。
材料厰 増設。
- 1936年（昭和11年）2月28日 ：二・二六事件に出動（後述）。
- 1940年（昭和15年）9月15日：『兵科廃止』[注釈 4][注釈 5][注釈 6][注釈 7]。
- 1941年（昭和16年）7月　 ：「関特演」一部要員を派遣（在満･在鮮各師団に師団制毒隊 設置）。
- 1945年（昭和20年）
  - 8月15日：終戦を迎え『大東亞戰爭終結ノ詔書』を拝。
  - 8月27日：閉校

## 組織
- 本部
- 教育部
- 研究部
- 練習部
  - 練習隊 ⇒ 教導隊（1940年（昭和15年）拡充）⇒ 教導連隊（1941年（昭和16年）拡充増強）
- 材料厰：（＊ 1935年（昭和10年）増設）
- 人員：当初は将校と下士官10数名.総員215名。1935年には専任教官が14名に。1945年（昭和20年）には1357名になった。
- 研究･教育：創立時は基礎的なものが中心であったが、日中戦争（支那事変）･太平洋戦争（大東亜戦争）の拡大と共により実戦的なものに移行し、それに伴い防禦中心であった教育内容も毒ガス戦の実施訓練が中心となり、訓練中･輸送中の事故も相次いだ。

## 施設
- 騎兵第16連隊の移転後の施設[注釈 8]を利用した。その後、実験講堂や化学兵器格納庫･ガス訓練室などがつくられていった[注釈 9]。
- 1935年（昭和10年）には北･東一帯に敷地が拡張された[注釈 10]。
- 後には、西方に隣接する騎兵第15連隊跡地も校地となった[注釈 11][注釈 9]。
- この広大な敷地に兵舎や倉庫が建ち並んでいた。その後も施設の拡充は終戦まで続いた。
- 戦後これらの施設は警察署･学校･住宅･保育園などに転用されたが、特に中心施設があった騎兵第16連隊跡地には千葉大学の分院･附属の腐敗研究所などが置かれた。1977年（昭和52年）腐敗研究所が千葉市内に移転した跡は樹木が生い茂る空き地となり、財務省の所管となっている。
- 近年、帝国陸軍の毒ガスが問題となり、習志野学校跡地にも関心が集まっている。国の調査によれば、習志野学校材料厰地下には、イペリット･ルイサイト･青酸などの化学物質を埋設したという証言があり、2004年（平成16年）～2005年（平成17年）に国による調査が行われた。その結果、ガス成分･不審物などは発見されなかったが、近隣の自衛隊習志野駐屯地内の調査が引き続き行われている。

## 事件
- 1934年（昭和9年）5月18日：群馬県群馬郡桃井村（現・榛東村）の相馬原で陸軍習志野学校幹事である今村均大佐の計画･実施で日本初の毒ガスを用いた演習を行った際、不備が生じ、誤って毒を吸った者が続出して上等兵が亡くなる事故が発生した。これにより、真崎甚三郎教育総監は今村を退役処分にするつもりであったが、中島今朝吾校長が、真崎教育総監の他、林銑十郎陸軍大臣と参謀総長閑院宮載仁親王に直訴し、身を挺して今村を守ったため、今村は不問に付された[2]。
- 1936年（昭和11年）2月28日 ：二・二六事件に際し、催涙弾･くしゃみ弾を携行して東京に出動。

## 終焉
1945年（昭和20年）の終戦時には、学校施設は空襲も受けず、ほとんど無傷のままだったが、降伏と同時に校内では文書や設備の破壊･焼却が行われた。米軍が学校施設に入った日付は判明していないが、兵器･資材･施設の引き渡しは整然と行われた。この直後に学校幹部は米軍から学校史の作成を命じられ、翌年残った資料とともに米軍に接収された。後に習志野学校関係者の手で『陸軍習志野学校』が編纂されたが、これは関係者の記憶を基に編纂されたものである。
当時の関係者の証言によると、学校に残っていた毒ガス兵器については、太平洋への海洋投棄と米軍の接収によってほとんどが処分されたということである。ただ、一部を学校周辺で処分したという話もある。また、当時、日本が研究していた生物兵器や化学兵器等の研究成果は米軍に引き継がれ、朝鮮戦争などで、活用された。
戦後、銚子沖で漁網にかかった毒ガス兵器により漁民が被害を受けるという事件が発生したが、この毒ガス兵器が習志野学校が海洋投棄したものではないかといわれている。

## 人事

### 歴代校長
- 中島今朝吾  少将（陸士15期）：1933年8月1日 - 1936年3月23日[3]　（＊ 1936年3月7日 中将）
- 谷口元治郎 少将（陸士16期）：1936年3月23日 - 1937年12月1日
- 鈴木重康  中将（陸士17期）：1937年12月1日 - 1938年12月10日
- 西原貫治 少将（陸士23期）：1938年12月10日 - 1941年3月1日
- 青木重誠 少将（陸士25期）：1941年3月1日 - 1941年11月13日　（＊ 1941年10月15日 中将）
- （欠員）　　：1941年11月13日 - 1941年12月1日
- 白銀義方  少将（陸士27期）：1941年12月1日 - 1944年2月7日
- 小池龍二 少将（陸士31期）：1944年2月7日 - 1945年2月20日
- 山崎武四 大佐（陸士27期）：1945年2月20日 -　　　　　　　　　（＊ 1945年6月10日 少将）

1945年8月27日閉校

### 歴代幹事
- 今村均 歩兵大佐（陸士19期）：1933年8月1日 -
- 西原貫治 歩兵大佐（陸士23期）：1935年3月　日 - 1936年8月1日
- 今村勝次 歩兵大佐（陸士21期）： 1936年8月1日 - 1938年7月7日（＊ 1937年8月2日 少将）
- 西原貫治 少将（陸士23期）：1938年7月 - 1938年12月10日
- 平田正判 少将（陸士25期）：1939年3月9日 -  1939年9月30日

### 研究部
- 主事：渡辺雅夫 歩兵大佐（陸士29期）：1938年7月15日 - 1939年3月9日
- 主事：宮本清一 砲兵中佐（陸士29期）：1939年1月31日 - 1940年12月2日（＊ 1939年3月9日 砲兵大佐　＊ 1939年4月6日 - 1939年10月27日：兼 陸軍大学教官）
- 主事：秋山金正 砲兵大佐（陸士30期）：1939年8月1日 - 1940年1月19日

### 教官
- 小池龍二 歩兵少佐（陸士31期）：1934年9月　日 - 19　年　月　日
- 山脇正男 砲兵中佐（陸士28期）：1936年1月10日 - 1939年1月31日（＊ 1938年7月15日 砲兵大佐）
- 白銀義方 歩兵大佐（陸士27期）：1938年3月1日 - 1938年7月15日
- 白銀義方 歩兵大佐（陸士27期）：1940年3月9日 - 1941年12月1日（＊ 1941年3月1日 少将）
- 明石泰二郎 歩兵大佐（陸士27期）：1940年4月1日 - 1941年8月8日
- 岩本高次  歩兵大佐（陸士28期）：1943年10月15日 - 1944年2月10日
- 山崎武四 大佐（陸士27期）：19　年　月　日 -1945年2月20日
- 石崎申之 中佐（陸士30期）：19　年　月　日 - 19　年　月　日

### 練習隊長 ⇒ 教導隊長 ⇒ 教導連隊長
- 練習隊長：鈴木貞治 歩兵中佐（陸士22期）：1933年8月1日 - 1935年3月15日
- 教導連隊長：横山

### 学校附
- 稲田正純 砲兵大佐（陸士29期）：1939年11月10日 - 1940年8月1日
- 小池龍二 少将（陸士31期）：1943年8月2日 - 1944年2月7日

## 平林巌と習志野原の開拓
平林巌は、盛岡高等農林学校（現岩手大学）を出て、終戦時に予備士官として習志野学校にいた。平林の兄は八ヶ岳山麓を開墾し野辺山農場を経営しており、このことが平林を習志野開拓に駆りたてたと言われている。
終戦直後の昭和20年（1945年） 8月17日、横山教導連隊長から習志野学校の職員･生徒に対して、習志野原を開拓し新農村を建設し新生日本の復興に寄与するようにとの話があり、この話に感銘を受けた平林巌は、21日単身新宿三越にあった農地開発営団に乗り込み、習志野原開拓に関する全権を得ることに成功する。
9月11日には鍬入式が行われ、ここに習志野原開拓の歴史の幕が開いた。全国から入植者を募った結果、軍関係者や外地からの引揚者が多く応募した。当初、開拓団の中心は平林巌を中心とした習志野学校関係者で、集団農場方式の開拓を目指したが、やがて米軍による開拓地の接収や農地開発営団の解散などもあり、習志野学校関係者の影響力は失われ、農地は分割して個人所有となった。
開拓団は後に帰農組合となり、これが後に分裂し南北の習志野開拓農業組合となり、1970年（昭和45年）に南の組合が、1972年（昭和47年）には北の組合がそれぞれ解散し、ここに習志野開拓は歴史の幕を閉じた。

## 地域住民への影響
- 太平洋戦争中、陸軍習志野学校からトラックで毒ガスを運搬する途中で、毒ガスが漏れる事故があり、一時的に薬園台の住民が呼吸困難に陥ったという証言がある。